# Kỷ lục quãng đường bay
Kỷ lục quãng đường bay là những quãng đường máy bay thực hiện dài nhất mà không cần tiếp nhiên liệu. Một vài kỷ lục được công nhận bởi Fédération Aéronautique Internationale (Hiệp hội hàng không quốc tế).

## Máy bay không thương mại
| Năm  | Ngày/Tháng                       | Quãng đường  | Phi công                                                                                     | Máy bay                | Tham chiếu                                                                             |
| ---- | -------------------------------- | ------------ | -------------------------------------------------------------------------------------------- | ---------------------- | -------------------------------------------------------------------------------------- |
| 2006 | 12 tháng 2 năm 2006              | 42.469,46 km | Steve Fossett                                                                                | GlobalFlyer            | Steve Fossett.                                                                         |
| 1986 | 23 tháng 12 năm 1986             | 40.212,14 km | Richard Glenn Rutan và Jeana Yeager                                                          | Rutan Voyager          | Kỷ lục do Fédération Aéronautique Internationale công nhận, được giữ cho đến năm 2006. |
| 1946 | 29 tháng 9 - 2 tháng 10 năm 1946 | 18.083,6 km  | Thiếu tá Tom Davies, phi công chính và thiếu tá Eugene Rankin, phi công phụ, và 2 người khác | Lockheed P2V-1 Neptune | Từ Perth, Australia đến Columbus, Ohio                                                 |
| 1937 | 12 - 14 tháng 7 năm 1937         | 10.148,5 km  | Mikhail Gromov và phi hành đoàn                                                              | Tupolev ANT-25         | Từ Moskva đến San Jacinto, California                                                  |
| 1927 |                                  | 3.862,43 km  | Albert Francis Hegenberger và Lester Maitland                                                | Fokker F.VII           | Từ California đến Hawaii                                                               |
| 1903 | 17 tháng 12 năm 1903             | 279 meters   | Wilbur Wright                                                                                | Wright Flyer           | Kéo dài 59 giây                                                                        |
| 1903 | 17 tháng 12 năm 1903             | 39 meters    | Orville Wright                                                                               | Wright Flyer           | Kéo dài 12 giây                                                                        |

## Máy bay thương mại
| Năm  | Ngày/Tháng           | Quãng đường  | Phi công               | Máy bay     | Tham chiếu |
| ---- | -------------------- | ------------ | ---------------------- | ----------- | --- |
| 2005 | 9 tháng 11 năm 2005  | 21.602,22 km | Suzanna Darcy-Henneman | B777-200LR  | Từ Sân bay Quốc tế Hồng Kông đến Sân bay London Heathrow mất 22 giờ, 22 phút |
| 2004 | 28 tháng 6 năm 2004  | 16.600 km    |                        | A340-500    | Hãng Singapore Airlines thực hiện chuyến bay thương mại nhằm lập kỷ lục khoảng cách lần thứ 2 trong năm, với một chiếc A340-500 bay không ngừng từ Singapore đến New York (Sân bay Newark). Chiếc A340-500 rời Singapore lúc 12:25 (giờ Singapore) vào 28 tháng 6 và hoàn thành quãng đường 16.600 km / 9.000 hải lý để đến New York trong 18 giờ 18 phút. |
| 2018 | 11 tháng 10 năm 2018 | 16.600 km    |                        | A350-900ULR | Hãng Singapore Airlines đã khai trương lại đường bay thẳng dài nhất thế giới Singapore - New York (Newark Liberty) sau 4 năm ngừng khai thác. Từ năm 2004, Singapore Airlines đã từng khai thác chặng bay này với máy bay Airbus A340-500 nhưng dừng khai thác năm 2015 vì lý do môi trường. Nay với máy bay thế hệ mới A350-900ULR, hãng khai thác chặng bay này hằng ngày. Tổng thời gian và quãng đường cho chuyến bay này là 18 tiếng 45 phút và 16.600 km. |
| 2004 | 3 tháng 2 năm 2004   | 14.093 km    |                        | A340-500    | Một chiếc A340-500 đã bay từ Singapore đến Los Angeles vào ngày 3 tháng 2. Chiếc A340-500 đã bay hết quãng đường là 14.093 km / 7.609 hải lý để đến Los Angeles trong 14 giờ 42 phút. |

## Các loại máy bay khác
| Ngày/Tháng          | Quãng đường | Phi công                           | Máy bay                | Tham chiếu |
| ------------------- | ----------- | ---------------------------------- | ---------------------- | --- |
| 21 tháng 1 năm 2003 | 3.008,8 km  | Klaus Ohlmann và Gerhard Marzinzik | Schempp-Hirth Nimbus-4 | Chuyến bay thực hiện trên một chiếc tàu lượn ở phía đông của dãy núi Andes. Chuyến bay thực hiện trong 15 giờ 8 phút, tốc độ trung bình 200 km/h. |
| 21 tháng 3 năm 1999 | 40.814 km   | Bertrand Piccard và Brian Jones    | Breitling Orbiter      | Kỷ lục khoảng cách bay của khí cầu |